# Wasił Gjuzelew
Wasił Gjuzelew (bułg. Васил Гюзелев) – bułgarski historyk, specjalista od historii Bułgarii w wiekach średnich.

## Życiorys
Gjuzelew urodził się 19 października 1936 roku we wsi Rakowski. W latach 1954–1959 studiował historię i archeologię na Wydziale Filozoficzno-historycznym Uniwersytetu Sofijskiego. Krótko pracował w muzeum w rodzinnym Dymitrewgradzie. W latach 1961–1972 był asystentem, a w latach 1972–1982 docentem, w katedrze średniowiecznej historii Bułgarii na Uniwersytecie w Sofii. Napisał Pracę habilitacyjną: "Княз Борис Първи. България през втората половина на IX век." (Knjaz Boris Pyrwi. Byłgarija prez wtorata połowina na IX wek). W latach 1977–1983 przewodniczący sekcji średniowiecznej historii Bułgarii w Bułgarskiej Akademii Nauk. W latach 1975–1977 dyrektor Narodowego Muzeum Historii. Profesor od 1982 roku.
Od 1995 członek korespondent, a od 2003 akademik Bułgarskiej Akademii Nauk.
Autor około 50 książek i ponad 240 studiów i artykułów.

## Ważniejsze publikacje
- Княз Борис I (Knjaz Boris I, 1969)
- Очерци върху историята на българския североизток и Черноморието : Края на XII - началото на XV в. (Oczerci wyrchu istorijata na byłgarskija seweroiztok i Czernomorieto: Kraja na XII - naczałoto na XV w., 1995, ISBN 954-500-048-1.)